# Partido Nacionalista Democrático (Corea del Sur)
El Partido Nacionalista Democrático (en coreano: 민주국민당, Minju Gukmin Dang) fue un partido político conservador en Corea del Sur.

## Historia
El partido fue fundado el 10 de febrero de 1949 como una fusión del Partido Democrático de Corea y grupos que apoyaban a Yi Chong-chon (que lideraba una organización juvenil) y Sin Ik-hui (un miembro de la Asociación Nacional), teniendo el nuevo partido 70 de los 200 escaños en la Asamblea Nacional de Corea del Sur. En apoyo a la creación de una república parlamentaria, en 1950 propusieron una enmienda constitucional para eso, aunque la propuesta fue rechazada en la Asamblea.
El las elecciones legislativas de 1950 el partido recibió la mayor parte de los votos, aunque un 9.8%, ganando solamente 24 de los 210 escaños en un parlamento dominado por los independientes. El PND nominó a Yi Si-yeong como su candidato a las elecciones presidenciales de 1952 en las que quedó en tercer lugar con el 11% de los votos.
En las elecciones legislativas de 1954 los votos por el partido se redujeron en un 7.9% y quedó con 15 escaños. En 1955 fue sucedido por el Partido Democrático.